# Schweiziska bokpriset
Schweiziska bokpriset (tyska: Schweizer Buchpreis) är ett schweiziskt litteraturpris instiftat 2008, för tyskspråkig litteratur av schweiziska författare. Priset är modellerat efter Tyska bokpriset och delas ut av Schweizer Buchhändler- und Verleger-Verband i samarbete med Verein LiteraturBasel. Prissumman är på 30 000 schweiziska franc. De fyra övriga finalisterna får vardera 2500 franc.

## Pristagare och finalister
2008
- Rolf Lappert, Nach Hause schwimmen
  - Lukas Bärfuss, Hundert Tage
  - Anja Jardine, Als der Mond vom Himmel fiel
  - Adolf Muschg, Kinderhochzeit (drog sig ur tävlan)[2]
  - Peter Stamm, Wir fliegen

2009
- Ilma Rakusa, Mehr Meer
  - Eleonore Frey Muster aus Hans
  - Jürg Laederach Briefe aus Mailland
  - Angelika Overath Flughafenfische
  - Urs Widmer Herr Adamson

2010
- Melinda Nadj Abonji, Tauben fliegen auf
  - Dorothee Elmiger, Einladung an die Waghalsigen
  - Urs Faes, Paarbildung
  - Pedro Lenz, Der Goalie bin ig
  - Kurt Marti, Notizen und Details 1964 - 2007

2011
- Cătălin Dorian Florescu, Jacob beschliesst zu lieben
  - Monica Cantieni, Grünschnabel
  - Felix Philipp Ingold, Alias oder Das wahre Leben
  - Charles Lewinsky, Gerron
  - Peter Stamm, Seerücken

2012
- Peter von Matt, Das Kalb vor der Gotthardpost
  - Sibylle Berg, Vielen Dank für das Leben
  - Ursula Fricker, Ausser sich
  - Thomas Meyer, Wolkenbruchs wunderliche Reise in die Arme einer Schickse
  - Alain Claude Sulzer, Aus den Fugen

2013
- Jens Steiner, Carambole
  - Ralph Dutli, Soutines letzte Fahrt
  - Roman Graf, Niedergang
  - Jonas Lüscher, Frühling der Barbaren
  - Henriette Vásárhelyi, immeer

2014
- Lukas Bärfuss, Koala
  - Dorothee Elmiger, Schlafgänger
  - Heinz Helle, Der beruhigende Klang von explodierendem Kerosin
  - Guy Krneta, Unger üs
  - Gertrud Leutenegger, Panischer Frühling

2015
- Monique Schwitter, Eins im Andern
  - Martin R. Dean, Verbeugung vor Spiegeln
  - Dana Grigorcea, Das primäre Gefühl der Schuldlosigkeit
  - Meral Kureyshi, Elefanten im Garten
  - Ruth Schweikert, Wie wir älter werden

2016
- Christian Kracht, Die Toten
  - Sacha Batthyany, Und was hat das mit mir zu tun?
  - Christoph Höhtker, Alles sehen
  - Charles Lewinsky, Andersen
  - Michelle Steinbeck, Mein Vater war ein Mann an Land und im Wasser ein Walfisch

2017
- Jonas Lüscher, Kraft
  - Martina Clavadetscher, Knochenlieder
  - Urs Faes, Halt auf Verlangen. Ein Fahrtenbuch
  - Lukas Holliger, Das kürzere Leben des Klaus Halm
  - Julia Weber, Immer ist alles schön

2018
- Peter Stamm, Die sanfte Gleichgültigkeit der Welt
  - Heinz Helle, Die Überwindung der Schwerkraft
  - Julia von Lucadou, Die Hochhausspringerin
  - Gianna Molinari, Hier ist noch alles möglich
  - Vincenzo Todisco, Das Eidechsenkind

2019
- Sibylle Berg, GRM. Brainfuck[4]
  - Simone Lappert, Der Sprung
  - Tabea Steiner, Balg
  - Alain Claude Sulzer,  Unhaltbare Zustände
  - Ivna Žic, Die Nachkommende

2020
- Anna Stern, das alles hier, jetzt
  - Dorothee Elmiger, Aus der Zuckerfabrik
  - Tom Kummer, Von schlechten Eltern
  - Charles Lewinsky, Der Halbbart
  - Karl Rühmann, Der Held

2021
- Martina Clavadetscher, Die Erfindung des Ungehorsams
  - Thomas Duarte, Was der Fall ist
  - Michael Hugentobler, Feuerland
  - Christian Kracht, Eurotrash. (drogs tillbaka av författaren då han fått priset 2016 och ville ge andra chancen)[5]
  - Veronika Sutter, Grösser als Du